# Baliga micans
Baliga micans is een insect uit de familie van de mierenleeuwen (Myrmeleontidae), die tot de orde netvleugeligen (Neuroptera) behoort. 
Baliga micans is voor het eerst wetenschappelijk beschreven door McLachlan in 1875.